# Osphronemus goramy
Osphronemus goramy (Lacépède, 1801) conosciuto comunemente come gurami gigante, è un grosso pesce d'acqua dolce appartenente alla famiglia Osphronemidae.

## Distribuzione e habitat
Questa specie è diffusa nel sud-est asiatico (Sumatra, Borneo, Giava, Thailandia - bacino del Mekong). Del tutto assente in Sarawak. Diversi paesi stanno introducendo questo pesce per acquacoltura. 

Abita le acque lente di fiumi, paludi e laghi, comprese le foreste inondate nella stagione monsonica.

## Descrizione

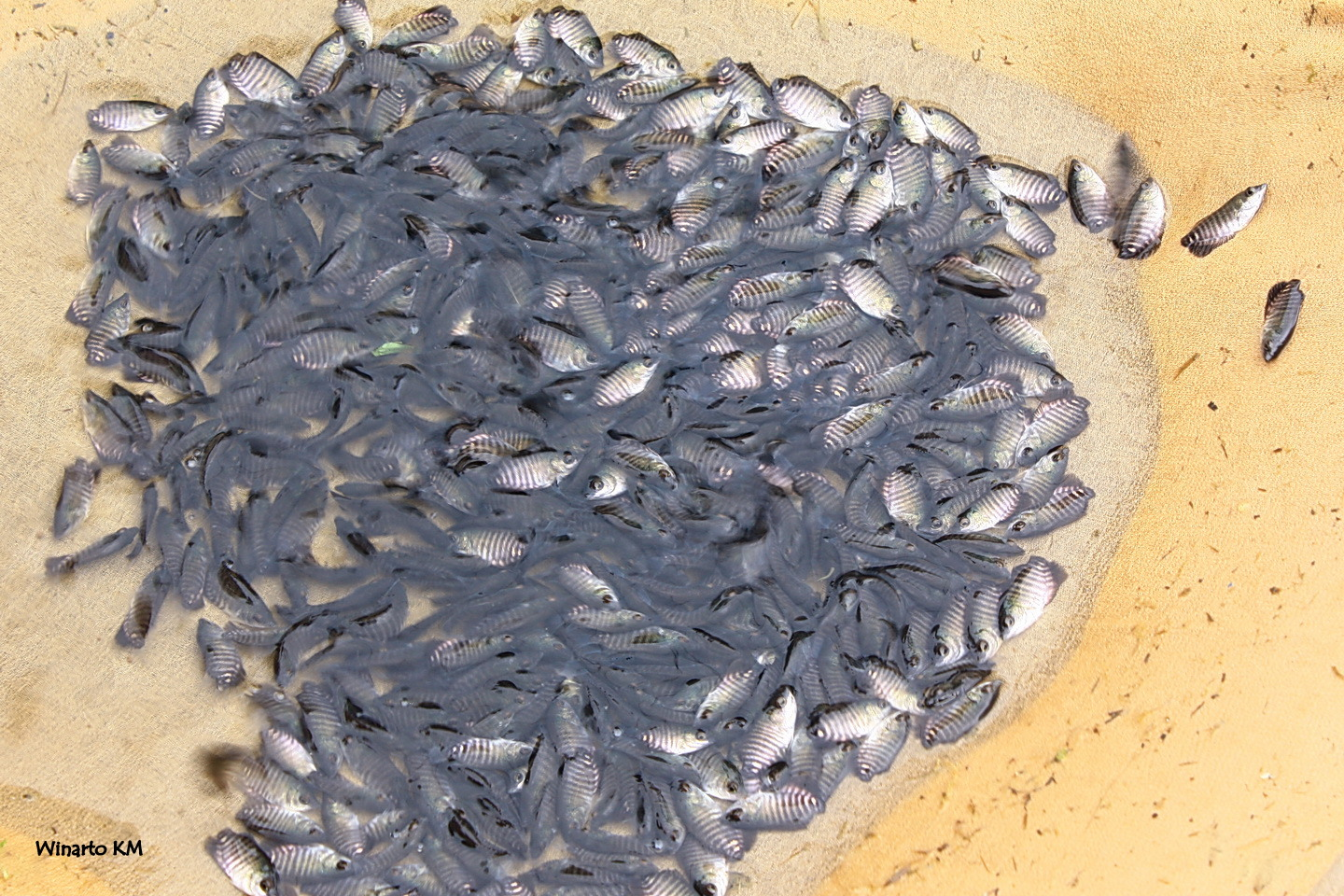
Giovani esemplari con la tipica livrea a righe

Il gurami gigante presenta un corpo massiccio, compresso ai fianchi: visto di fianco presenta una forma ovaloide, con peduncolo caudale massiccio. La testa è camusa, con mandibola prominente. Le pinne pettorali sono grosse e arrotondate, così la dorsale e l'anale (leggermente allungata). Anche la coda è tondeggiante; le pinne ventrali sono filiformi. 

La livrea è grigio-verde, più scura sul dorso, macchiata sui fianchi e sulla testa di rosso e nero. Le scaglie sono orlate di verde scuro, dando l'impressione di un reticolo lungo il corpo del pesce.

Raggiunge una lunghezza massima di 70 cm.

## Riproduzione

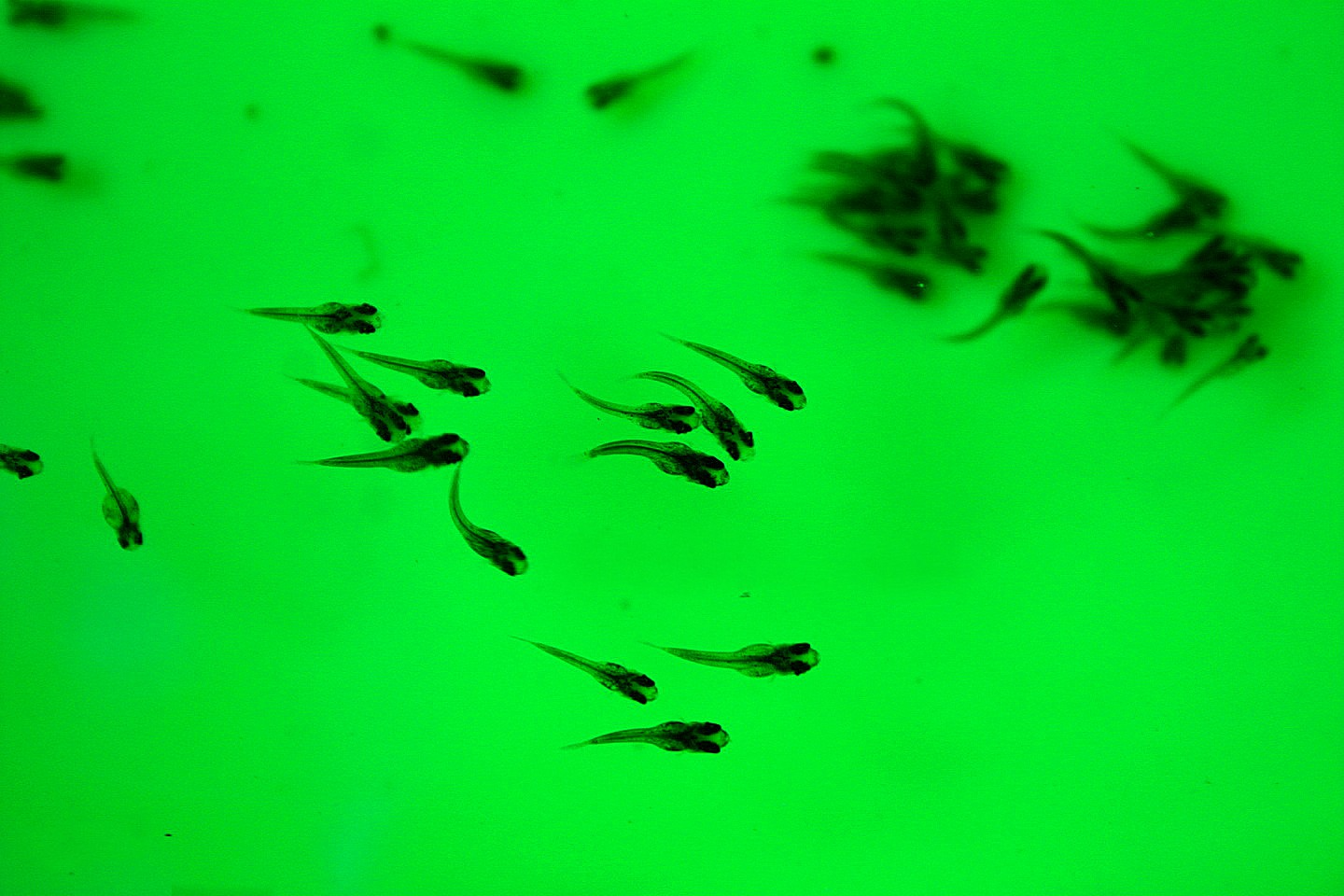
Avannotti di poche ore

Il maschio costruisce un nido di bolle e corteggia una femmina, convincendola ad accoppiarsi con lui al di sotto della struttura. Le uova vengono raccolte dal maschio ed inserite tra le bolle. Il maschio si prende cura delle uova e della prole.

## Alimentazione
Il gurami gigante ha dieta onnivora: si ciba di vegetali, piccoli pesci, crostacei, insetti, invertebrati, piccoli uccelli e mammiferi, nonché carogne.

## Pesca
Assente nel mercato ittico occidentale, nei luoghi d'origine è ampiamente pescato per l'alimentazione umana. Come tutte le specie della famiglia, questo pesce può sopravvivere alcune ore fuori dall'acqua grazie all'organo respiratorio chiamato labirinto: questo è il motivo della sua diffusione come cibo in popolazioni raramente dotate di frigorifero.

## Acquariofilia
L'aspetto particolare e la docilità ne hanno fatto un affascinante ospite di molti acquari occidentali, specialmente di quelli pubblici, vista la mole non indifferente per un pesce d'acqua dolce.